# Asellus Secundus
Asellus Secundus eller Jota Bootis (ι Boo, ι Bootis), som är stjärnans Bayerbeteckning, är en dubbelstjärna i stjärnbilden Björnvaktaren, och som befinner sig på ett avstånd av ca 95 ljusår från solen. Den har en följeslagare på ett vinkelavstånd av 38,6 bågsekunder, lätt separerad med kikare från huvudstjärnan.

## Nomenklatur
Stjärnan har det traditionella namnet Asellus Secundus (latin för "andra åsnefölet") och Flamsteedbeteckning 21 Bootis. Den utgör, tillsammans med de andra Aselli (θ Boo, κ Bu och λ Boo), Aulād al Dhi'bah ( أولاد الضباع - aulād al Dhi'b), som kan översättas till "hyenans valpar".

## Komponenter
Den primära komponenten, Asellus Secundus, är en vit dvärg i huvudserien av spektraltyp A med en genomsnittlig skenbar magnitud på 4,75. Den klassificeras som en variabel stjärna av Delta Scuti-typ  och dess ljusstyrka varierar inom magnitud 4,73-4,78 med en stabil period på 38 minuter. 
Följeslagaren HD 234121 är en stjärna i huvudserien med magnitud 8,27, tillhörande spektralklass K0. Den är separerad från huvudstjärnan med 1 100 AE.
Washington Double Star Catalog listar som en tredje komponent en stjärna av 14:e magnituden med en separation på 90 bågsekunder.